# Stefan Tilk
Per Stefan Andersson Tilk, född 31 augusti 1964, är en svensk företagsledare.
Tilk har en bakgrund i Volvo, Geveko och ÅF. Han blev 2015 vice ordförande i elbilstillverkaren Nevs, och var även dess vd mellan 2017 och 2023.
Tilk blev 2018 styrelsemedlem i fotbollsföreningen Gais. 2024 valdes han till ordförande i föreningen efter Roland Blomstrand.